# Hôtel de ville de Riom
L'hôtel de ville de Riom, anciennement hôtel de Cériers ou hôtel Frétat, est une ancienne demeure aristocratique située à Riom, en Auvergne et érigée de la fin de la période médiévale jusqu'au XVIIIe siècle. 
La grande majorité de l'édifice a été réalisée à la Renaissance et il est classé au titre des monuments historiques depuis 1908.
Il s'agit de l'actuel hôtel de ville de la ville de Riom.

## Présentation
Le bâtiment est construit autour d'une cour intérieure marquée par l'influence italienne. La cour intérieure, est bordée au rez-de-chaussée sur les deux ailes du XVIe siècle, par une galerie dans laquelle se trouve la statue « Le baiser de la gloire » (1923) de Raymond Léon Rivoire. Dans le vestibule d'entrée est placée une plaque en lave émaillée reproduisant la lettre de Jeanne d'Arc aux Riomois (1429).
Le bâtiment sert d'hôtel de ville depuis le XIXe siècle. Il a été construit au XVIe siècle par la famille Cériers qui a donné dix-sept consuls à la ville de Riom entre 1270 et 1539 et un chancelier à la sénéchaussée d'Auvergne. Jean II de Cériers, père du bâtisseur de l'hôtel, avait été trésorier du duc Charles III de Bourbon jusqu'au retour du duché d'Auvergne à la Couronne française en 1523. Son fils, Amable de Cériers a été un élu du bas-pays d'Auvergne entre 1521 et 1540. Il avait obtenu des lettres de réhabilitation de noblesse par François Ier en 1527. Il était marié avec Jeanne Robertet dont le frère Florimond Robertet a été notaire et secrétaire de Charles VIII, Louis XII et François Ier avant d'être, en 1505, un ambassadeur auprès de la république de Florence.
La construction de l'hôtel de Cériers a dû être entreprise entre 1521 et 1526. L'hôtel est devenu la propriété de la famille de Frétat entre 1615 et 1650. La façade sur la rue de l'hôtel de ville est des XVIIe – XVIIIe siècles.
L'hôtel a été acquis en 1721 pour en faire le logement de l'intendant d'Auvergne. Les corps de bâtiment ouest et nord sur cour ont été repris au XVIIIe siècle.
La cour de l'hôtel de ville abrite le monument aux morts de la Première Guerre mondiale. C'est un bronze d'Auguste Rodin, « Gallia Victrix », qui a été réalisé d'après un modèle de Camille Claudel.
L'ensemble de l'hôtel a été restauré en 1910, à l'initiative du maire de l'époque, Étienne Clémentel.

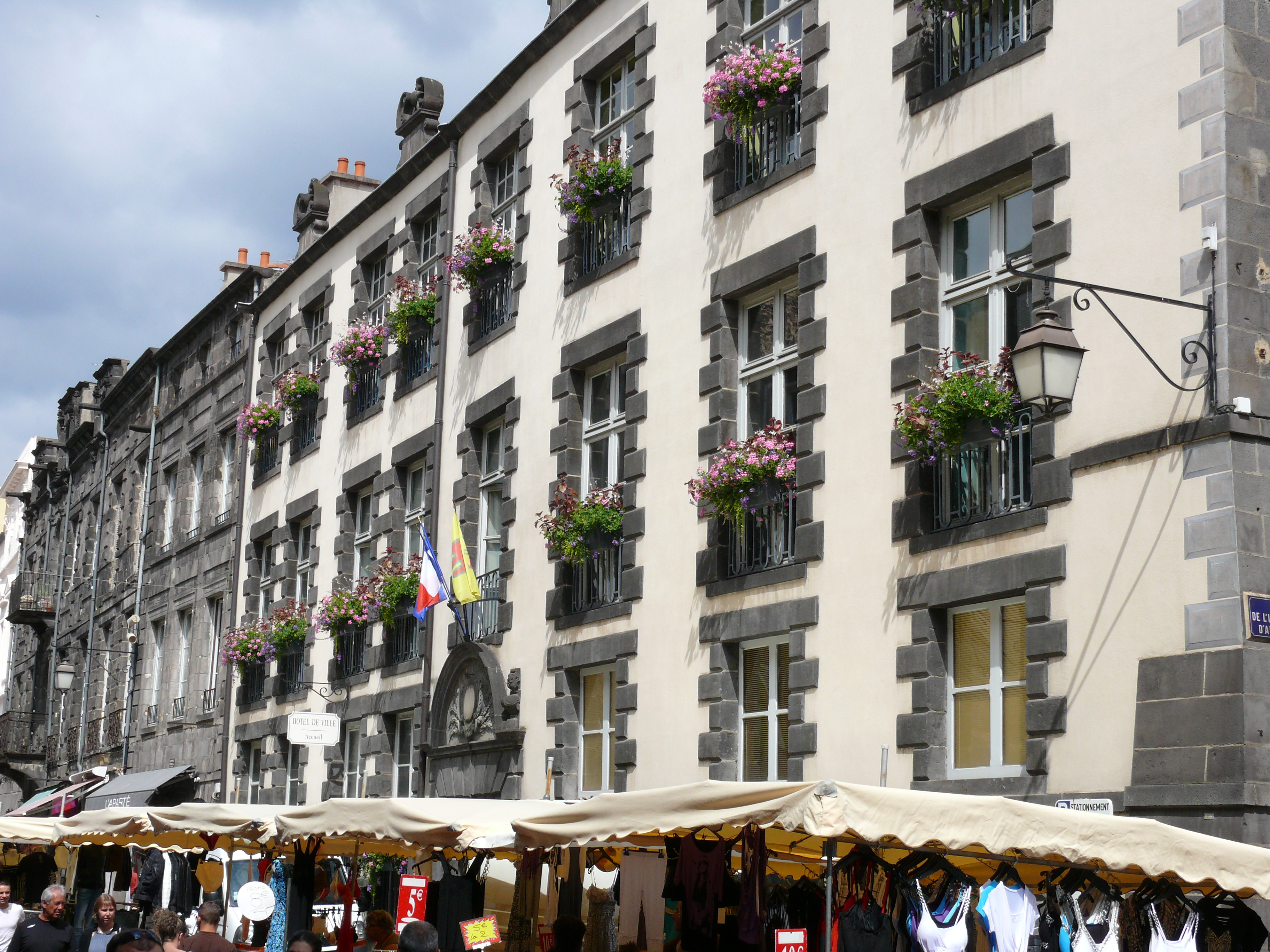
Façade sur rue.
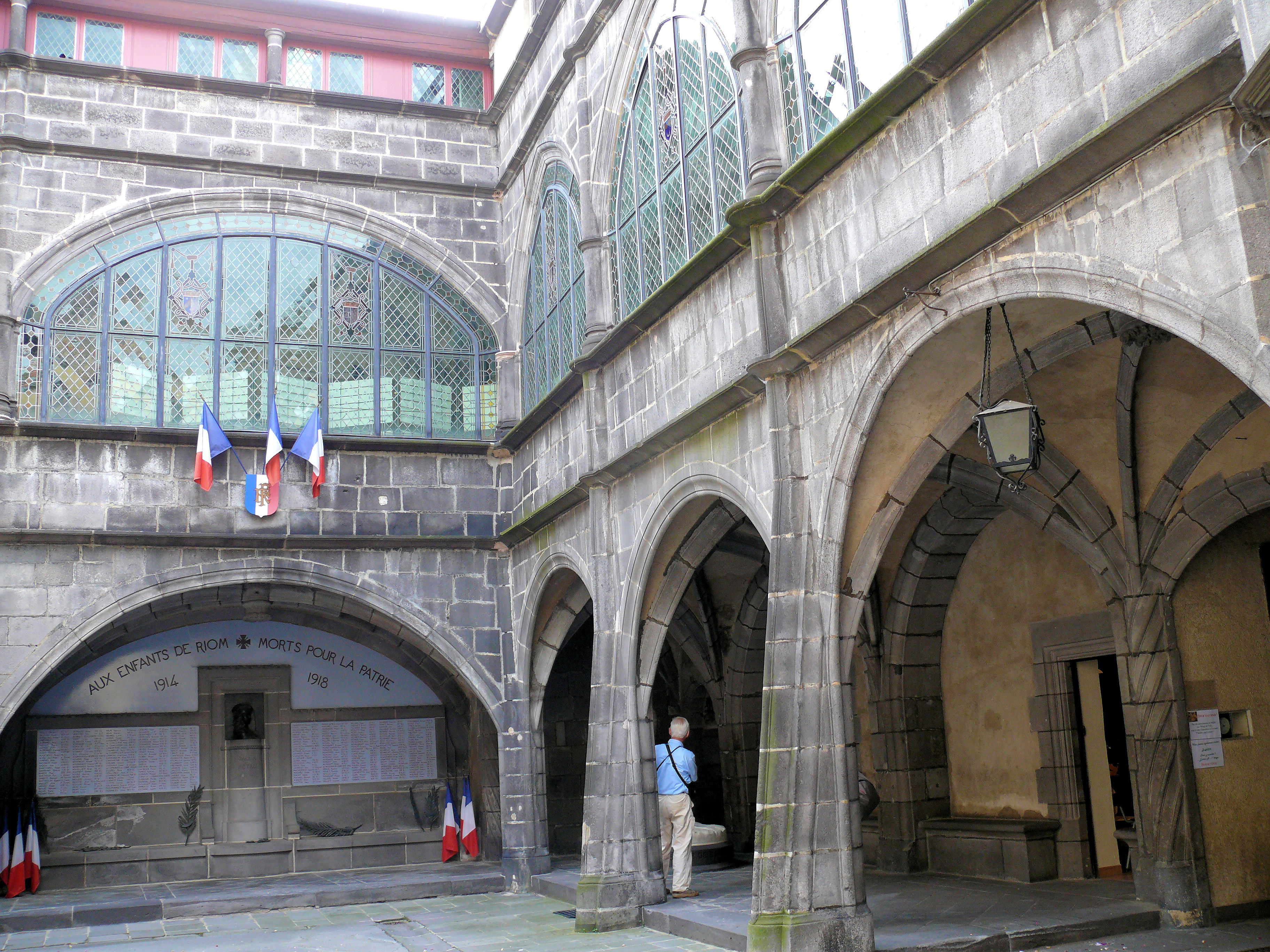
Façade sur cour.
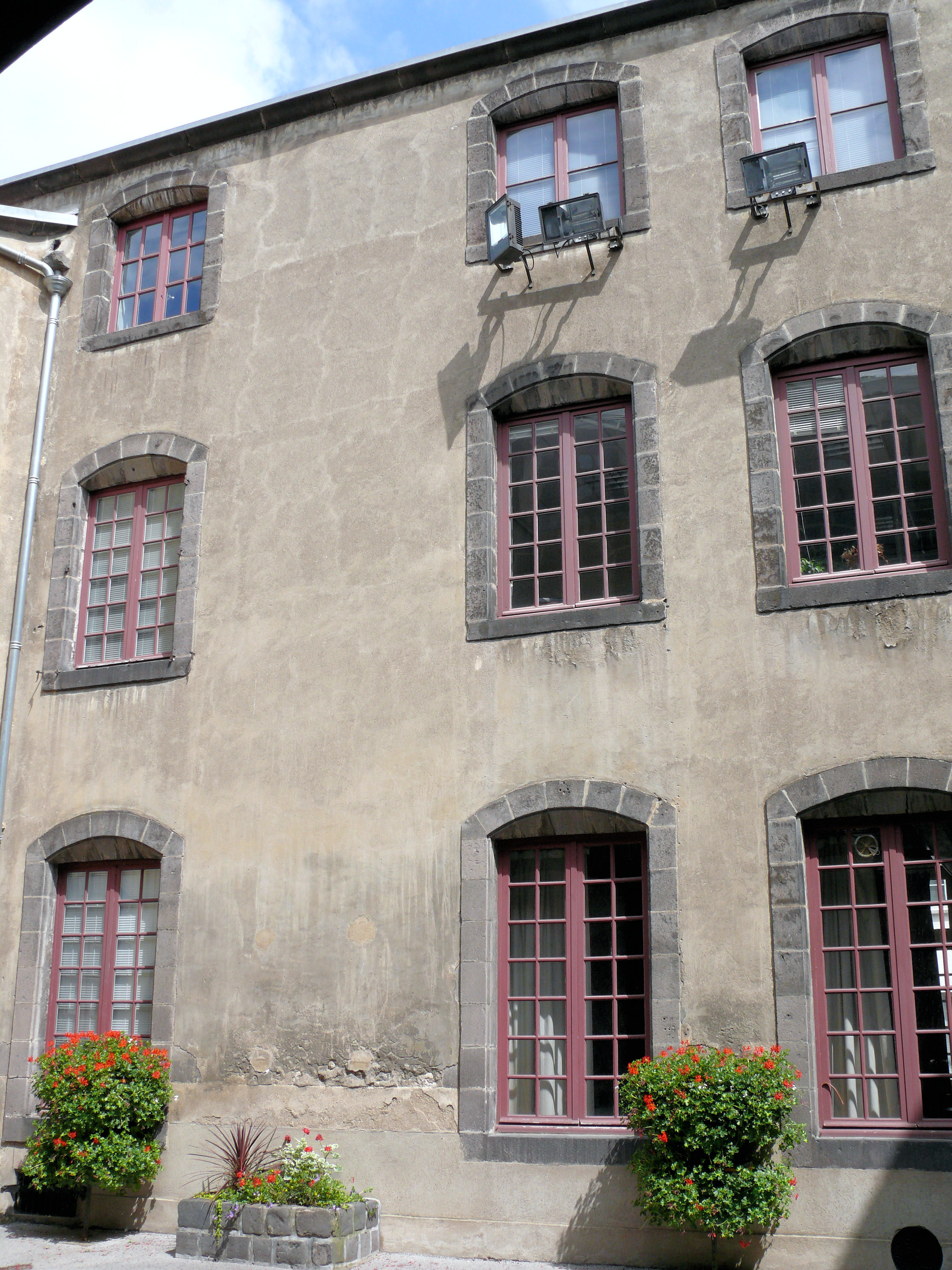
L'aile nord sur cour reprise au XVIIIe siècle.
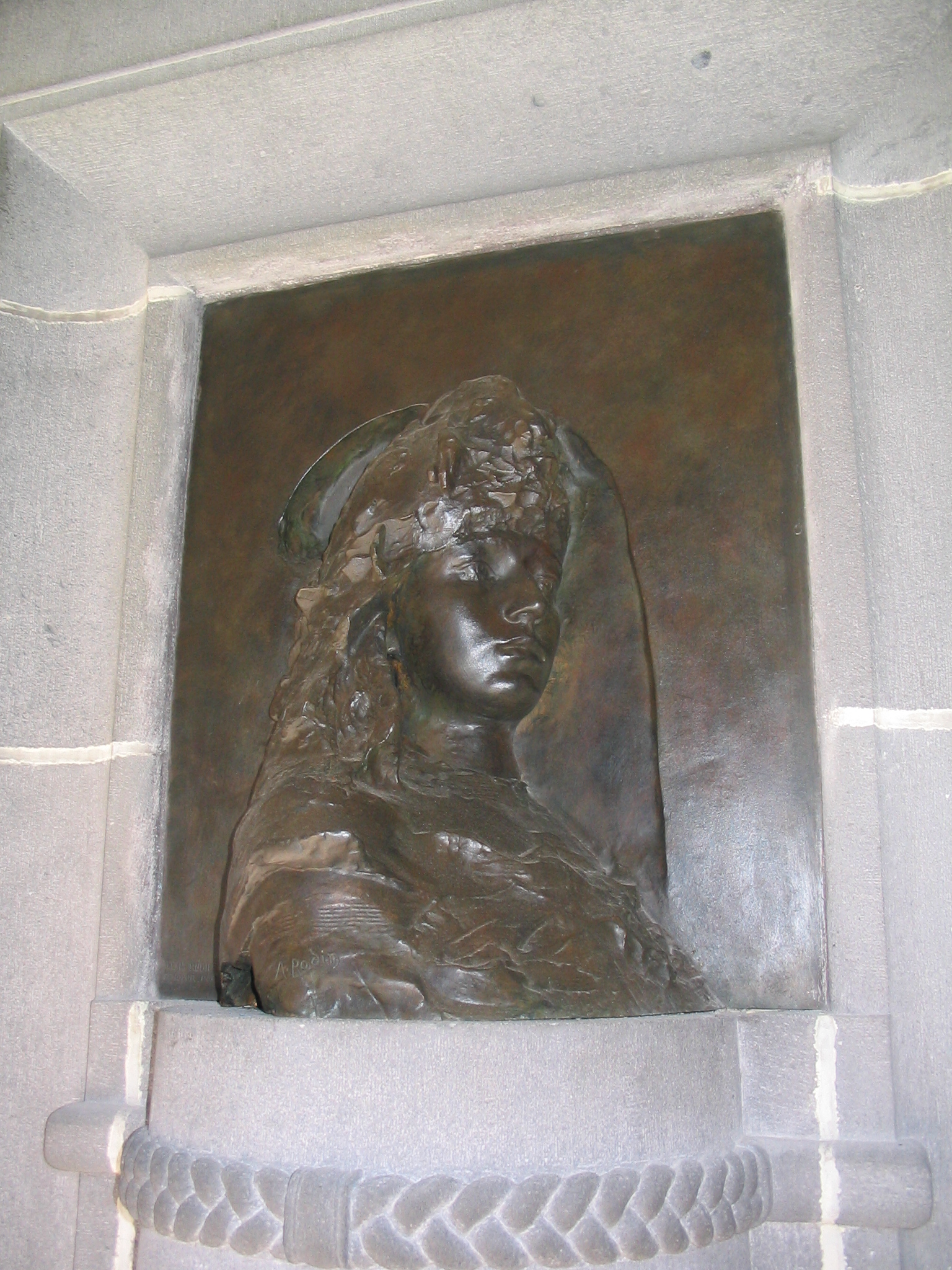
La statue Gallia Victrix.
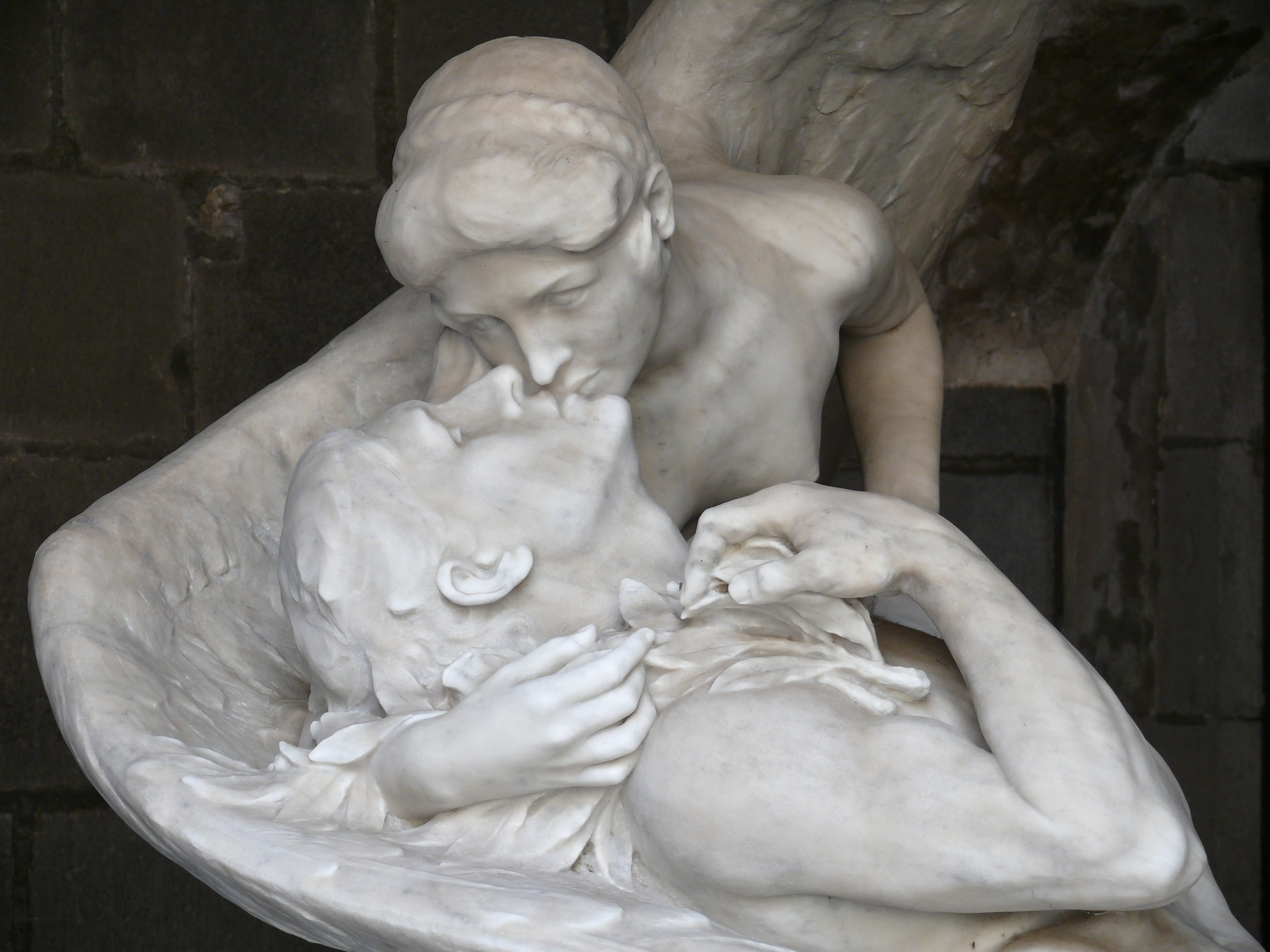
Le Baiser de la Gloire, sculpture de Raymond Léon Rivoire.

### Liens connexes
- Notices d'autorité :   - GND
- Ressource relative à l'architecture :   - Mérimée
- Ressource relative aux organisations :   - SIRET